# Тарановская, Марианна Зеноновна
Марианна Зеноновна Тарановская (30 сентября 1917, Полтавская область — 26 февраля 1983, Ленинград) — советский архитектор, доктор архитектуры, заслуженный деятель науки РСФСР, исследовательница творчества зодчих Санкт-Петербурга и истории архитектуры Санкт-Петербурга. Автор 35 архитектурных проектов, в том числе научных реконструкций, в частности — совместно с Д. А. Кючарианц здания «Театра на Литейном».

## Биография
Марианна Зеноновна родилась 17 (30) сентября 1917 года в селе Сенжары Полтавской области. В детстве переехала в Ленинград, в 1935 году поступила в Ленинградский инженерно-строительный институт. Ещё до окончания учёбы начала работать в архитектурно-планировочном бюро Архитектурно-планировочного управления Ленгорисполкома (в частности, занималась проектированием и отделкой интерьеров ДК работников связи) и в 1940 году в виде особого исключения до получения диплома принята в Союз архитекторов СССР.
Получив диплом с отличием в ЛИСИ, с 1941 года по распределению работала архитектором Государственной инспекции по охране памятников в Управлении культуры Ленгорисполкома. После получения диплома Тарановская хотела заниматься именно проектированием, но во время Великой Отечественной войны участвовала в работах по скрытию, маскировке и подготовке к восстановлению различных памятников — в составе бригады обмерила Александровскую колонну, спуск на Адмиралтейской набережной и здание Адмиралтейства (согласно В. И. Пилявскому, в Адмиралтействе Тарановская и О. Н. Шилина обмеряли ценные помещения и детали художественного убранства).
В 1942—1945 годы работала художественным руководителем треста «Ленгороформление» над наглядной пропагандой города — плакатами, открытками, выставками.
С 1945 года училась в аспирантуре Ленинградского института живописи, скульптуры и архитектуры им. И. Е. Репина Академии художеств СССР на кафедре архитектурной композиции, в 1954 году стала кандидатом архитектуры после защиты диссертации на тему «Здание Государственного академического театра драмы им. А. С. Пушкина в г. Ленинграде». С 1948 года работала в том же институте руководителем архитектурного сектора художественно-производственных мастерских. В 1968 году стала первой в СССР женщиной-доктором архитектуры после защиты докторской диссертации «Ансамбль площади Островского, улицы зодчего Росси и площади Ломоносова в Ленинграде и его значение в развитии градостроительного искусства».
В 1952—1978 годах работала в должностях сначала старшего научного сотрудника, потом — руководителя сектора и отдела, в Ленинградском филиале Академии строительства и архитектуры СССР (АСиА) и организованном на его базе Ленинградском зональном научно-исследовательском и проектном институте типового и экспериментального проектирования жилых и общественных зданий (ЛенЗНИИЭП). В 1978 году по запросу Ленинградского научно-исследовательского и проектного института по жилищно-гражданскому строительству (ЛенНИИпроект) была переведена в научную часть ЛенНИИпроекта как глава историко-архитектурных исследований для нового генерального плана развития города на 1990—2020 гг. и детального проекта плана реконструкции центра.
Умерла 26 февраля 1983 года. Похоронена в Санкт-Петербурге на Серафимовском кладбище (участок 44, гранитная стела).

## Научные интересы
Помимо истории архитектуры, Тарановская занималась проблемами современного ей градостроительства, входила в состав семи учёных и научно-технических советов, в числе которых было два совета в Институте им. И. Е. Репина АХ СССР и ЛенЗНИИЭП по присуждению учёных степеней докторов и кандидатов наук, а также руководила подготовкой специалистов.
Одним из основных интересов Тарановской было изучение творчества Карло Джованни Росси и, в частности, исследование построенного им здания Александринского театра (в воспоминаниях о Тарановской Росси шутливо упоминается как её «самый любимый мужчина»).
Во время войны заинтересовалась возможностями стереофотограмметрии и после организовала первую стереофотограмметрическую лабораторию.

## Награды
- 1943 год — медаль «За оборону Ленинграда»
- 1947 год — медаль «За доблестный труд в Великой Отечественной войне 1941—1945 гг.»
- 1982 год — почётное звание заслуженного деятеля науки РСФСР

А также 92 награды и поощрения, среди них 6 правительственных наград, 4 медали, 3 удостоверения ВДНХ, дипломы и грамоты.